# Cassia (llei)
Cassia o Càssia va ser el nom de diverses lleis de l'antiga Roma.
Una llei de l'any 104 aC, la Cassia de senatu proposada pel tribú de la plebs Luci Cassi Longí no permetia a un senador mantenir-se en el càrrec després de ser condemnat en Judicium Populi, o quan el seu imperium hagués estat suprimit pel poble (Ascon. in Cic. Cornel. p. 78).
Una altra llei Càssia (Cassia de senatu suplendo) va permetre al dictador Juli Cèsar incrementar el nombre de patricis. Mitjançant aquesta llei Octavi August va ser fet patrici.
Entre altres lleis d'aquesta legislació, proposades per diferents membres de la gens Càssia, cal mencionar:
- Cassia de suffragiis
- Cassia agraria
- Cassia Terentia frumentaria
- Cassia de Pauli triumpho
- Cassia de senatu suplendo
- Cassia Terentia frumentaria
- Lex Licinia Cassia.[1]